# Synaptura marginata
Synaptura marginata es una especie de pez de la familia Soleidae en el orden de los Pleuronectiformes.

## Alimentación
Come invertebrados.

## Hábitat
Vive en las aguas costeras poco profundas.

## Distribución geográfica
Se encuentra desde las  costas de Mozambique hasta las de KwaZulu-Natal (Sudáfrica). También en Japón y las Filipinas.

## Uso gastronómico
Se comercializa exclusivamente fresco.